# Spondylurus anegadae
Spondylurus anegadae — вид сцинкоподібних ящірок родини сцинкових (Scincidae). Ендемік Британських Віргінських Островів. Описаний у 2012 році.

## Поширення і екологія
Spondylurus anegadae відомі за низкою зразків, зібраних на острові Анегада в групі Віргінських островів. Вони жили у вологих рівнинних тропічних лісах, серед вапнякових скель. Востаннє спостерігалися у 1966 році.

## Збереження
МСОП класифікує цей вид як такий, що перебуває на межі зникнення, однак імовірно вимерлого. Причиною зникнення Spondylurus anegadae є знищення природного середовища та хижацтво з боку інтродукованих кішок.